# Saint-Porchaire
Saint-Porchaire – miejscowość i gmina we Francji, w regionie Nowa Akwitania, w departamencie Charente-Maritime.
Według danych na rok 1990 gminę zamieszkiwało 1289 osób, a gęstość zaludnienia wynosiła 74 osób/km² (wśród 1467 gmin regionu Poitou-Charentes Saint-Porchaire plasuje się na 224. miejscu pod względem liczby ludności, natomiast pod względem powierzchni na miejscu 486.).